# Enseigne de vaisseau Jacoubet
L’Enseigne de vaisseau Jacoubet est un aviso de type A69  classe d'Estienne d'Orves de la Marine nationale française, nommé en hommage à André Jacoubet, pilote d'aéronautique navale. Son indicatif visuel est F794. À sa mise en service, sa ville marraine est Toulouse. À partir du novembre 2012, il s'agit de la ville de Sète
Lors du désarmement du Latouche Tréville, le 1e juillet 2022, le Jacoubet récupère la ville Marraine de ce dernier, à savoir Saumur.

## Missions
Les missions du bâtiment sont multiples : soutien de la Force océanique stratégique, contrôle et défense des approches maritimes (en particulier dans le domaine de la lutte anti-sous-marine par petit fond), présence maritime française dans le monde, lutte contre la piraterie et les trafics illicites, missions de service public (sauvetage de vies humaines, surveillance de la ZEE française, contrôle de la navigation commerciale). Il est régulièrement intégré dans les forces militaires de l’OTAN dans le cadre de missions ponctuelles.

## Service actif
- En janvier 2013, lors de l'opération Serval au Mali, l'aviso escorte un navire roulier affrété par la Marine nationale, le MN Eider,  qui transporte du matériel au Sénégal[2].
- En 2014, le navire participe à l'opération Corymbe[3], au large de l'Afrique de l'Ouest.
- En mai 2016, il participe aux opérations de recherche du vol 804 EgyptAir disparu le 19 mai 2016 en mer Méditerranée orientale[4].
- Le 15 février 2019, le vaisseau a rejoint l'opération européenne EUNAVFOR MED afin de lutter contre les trafics en Méditerranée. Il a quitté l'opération le 14 mars, après 28 jours d'engagement[5].

- Depuis son admission au service actif, son nom de code est "Jackhammer".
- Transfert de son port d'attache en juillet 2020 de Toulon à Brest[6].
- En janvier 2022, le patrouilleur de haute mer (PHM) est déployé dans le golfe de Guinée, où il s’entraîne avec la frégate danoise Esbern Snare (en) dans le cadre de la lutte anti-piraterie[7].
- En février 2025, il est en mer Baltique et prend part à l’activité BALTIC SENTRY de l'OTAN[8]